# 俠盜獵車手系列
侠盗猎车手系列（又译作、，简称GTA）是由大卫·琼斯和迈克·戴利（Mike Dailly）開創的动作冒险游戏系列。系列之後由丹（Dan）和萨姆·豪瑟（Sam Houser）兄弟以及遊戲設計師扎卡里·克拉克（Zachary Clarke）接手製作。本系列主要由位於蘇格蘭愛丁堡的Rockstar North（前身為DMA Design）開發，並由Rockstar Games發行。
本系列的背景皆是设定在模仿美国各城市的虚构地点，除了《侠盗猎车手》一款资料片的背景以伦敦为范本之外。游戏性主要着重在开放世界的設定上，玩者可自由决定任务进行的时间和方式来推动故事剧情，此外也有许多附加任务可供选择。遊戲結合了動作冒險、駕駛、第三人稱射擊等要素，也包含角色扮演、匿蹤和競速成分。作品主題大多是對美國文化的揶揄，但遊戲中的成人和暴力內容也引起許多爭議。系列中登場的多位主角都企圖在地下犯罪世界中提升自己威望，但他們的動機在每款遊戲中都不相同。而反派對手通常是背叛主角或組織的人物，或是妨礙主角達成目的的人們。
電子遊戲開發商DMA Design最早在1997年開創了俠盜獵車手系列，目前為止本系列共有11款獨立作品以及4部資料片。其中正傳第三款作品《俠盜獵車手III》獲得了廣泛的好評，並將本系列帶往3D圖像的世界，以及加入了更多令玩者沉浸遊戲世界的內容。《俠盜獵車手IV》被認為是系列中的里程碑代表作，同時也影響了後繼的開放世界動作遊戲。俠盜獵車手系列在評價和商業上都獲得成功，全系列總銷量已超過2.6億套。
Grand Theft Auto是一个警方术语，原词为英国及美國法律术语，意指“偷車贼”。游戏官方在第五代支援中文后至今没有公布游戏官方中文标题。
由於其犯罪主題和涉及政治等因素，中国大陆在2016年起禁止本系列游戏在各个直播平台直播。系列游戏也在中国境内几乎所有的网购平台遭到禁售，并进行关键字屏蔽。2021年8月，中国大陆全面封杀侠盗猎车手5。现有所放松，使用谐音（如道德与法治5、那个游戏V、三人一狗组一家等）或GTA在线模式、GTA online作为标题可以发布视频相关内容，但直播目前仍被禁止。

## 概要
在系列中的每一款遊戲中，玩家扮演的主角都是大城市中的罪犯（或想要犯罪的人），而這些主角大多是希望在組織犯罪中的地位能夠晉升。城市中地下犯罪世界的重要人物將會給玩者許多不同的任務，完成這些任務將能夠推動故事的進行。任務內容大多是暗殺或其他的暴力犯罪。遊戲也包括駕駛計程車、救火、街頭競速、駕駛巴士，或是學習駕駛直升機和飛機等任務。
自從《俠盜獵車手2》開始，遊戲中的故事劇情趨於完整，主角必須在不幸的事件中克服難關（例如遭到背叛或被同伴遺棄），這些難關成為主角在犯罪世界中尋求提升地位的動機。

## 系列作品
| 1997 | 俠盜獵車手                  |
| 1998 |                             |
| 1999 | 侠盗猎车手：倫敦1969        |
| 1999 | 俠盜獵車手：倫敦1961        |
| 1999 | 侠盗猎车手2                 |
| 2000 |                             |
| 2001 | 侠盗猎车手III               |
| 2002 | 侠盗猎车手：罪恶都市        |
| 2003 |                             |
| 2004 | 侠盗猎车手：圣安地列斯      |
| 2004 | 俠盜獵車手Advance           |
| 2005 | 俠盜獵車手：自由城故事      |
| 2006 | 侠盗猎车手：罪恶都市传奇    |
| 2007 |                             |
| 2008 | 侠盗猎车手IV                |
| 2009 | 俠盜獵車手：失落與詛咒      |
| 2009 | 俠盜獵車手：血戰唐人街      |
| 2009 | 俠盜獵車手：夜生活之曲      |
| 2010 |                             |
| 2011 |                             |
| 2012 |                             |
| 2013 | 侠盗猎车手V                 |
| 2013 | 俠盜獵車手線上模式          |
| 2014 |                             |
| 2015 |                             |
| 2016 |                             |
| 2017 |                             |
| 2018 |                             |
| 2019 |                             |
| 2020 |                             |
| 2021 | 俠盜獵車手：三部曲 – 最終版 |
| 2022 |                             |
| 2023 |                             |
| 2024 |                             |
| 2025 |                             |
| 2026 | 俠盜獵車手VI                |

侠盗猎车手系列根据其不同级别的画面，被Rockstar Games分为不同的架空世界。最初的《侠盗猎车手》及其衍生品被归为“2D世界”，《侠盗猎车手III》以及他的前传作品被归为“3D世界”，《侠盗猎车手IV》和它的衍生品与《侠盗猎车手V》被归为“HD世界”，每一个世界都被认为是独立的，只有品牌，地名，背景人物共享。

### 2D世界
以下是2D世界中的侠盗猎车手系列游戏（按设定时间顺序）:
- 《侠盗猎车手：伦敦1961》设定在1961年，发售于1999年
- 《侠盗猎车手：伦敦1969》设定在1969年，发售于1999年
- 《侠盗猎车手》设定与发售都在1997年
- 《侠盗猎车手2》设定时间不明（推测为2013年），发售于1999年

#### 侠盗猎车手（1997）
《侠盗猎车手》是侠盗猎车手史上第一部游戏，由电子游戏开发商DMA Design制作, 于1997年和1998年分别在微软的DOS和Windows平台上发售，同时也在PlayStation上发售。这个游戏被设定在三个虚构的城市里、自由城、圣安地列斯和罪恶都市。缩减的Game Boy Color版不久后发售。
后来，两个扩展包《侠盗猎车手：伦敦1969》和《侠盗猎车手：伦敦1961》于1999年4月29日和6月1日分别发售。

#### 侠盗猎车手2（1999）
《侠盗猎车手2》，系列的第二作，支持Windows、PlayStation和Dreamcast，发售于1999年。设定在未来某一天（推测为1999或2013年），游戏画面获得了提升，并且基于玩家对各式犯罪组织的兴趣，游戏提供了不同的游戏方式。《侠盗猎车手2》发生在一个没有命名的复古现实主义的美国城市。这是侠盗猎车手系列唯一在PlayStation平台上获得“T”评级的游戏。这也是唯一用阿拉伯数字而不是罗马数字为标题的作品。

### 3D世界
3D世界被视为是侠盗猎车手系列的突破，销售额也在急剧增长。这始于2001年的《侠盗猎车手III》, 游戏背景设定在自由城。《侠盗猎车手III》和它之后的两款续作是PlayStation 2上的“杀手级应用”，索尼与Take-Two签订了一项协议，让这三款游戏在PlayStation 2上独占一段时间，然后才在Windows和Xbox上发售，从而使得很多玩家为了玩到这些游戏不得不购买PlayStation 2。
《侠盗猎车手III》获得成功后，2002年《侠盗猎车手：罪恶都市》发售。游戏背景设定在1986年的罪恶都市，这个虚拟城市是以迈阿密为原型，也受到了来自20世纪80年代特色文化的影响（如电影《迈阿密风云》和《疤面煞星》），游戏情节基于20世纪80年代的可卡因交易活动。《侠盗猎车手：圣安地列斯》于2004年发售，游戏情节基于1992年洛杉矶内乱及帕特分局丑闻，游戏《圣安地列斯》增强了很多新的功能，玩家操控的角色可以购买服装首饰，换发型，甚至纹身。游戏的大规模地图也涵盖了三个城市，以洛杉矶为原型的洛聖都（Los Santos），以旧金山为原型的聖輝洛（San Fierro），以及以拉斯维加斯为原型的拉斯雲組華（Las Venturas）。
《侠盗猎车手Advance》（游戏封面简写为《侠盗猎车手》），对应平台为Game Boy Advance，于2004年发售。实际上初期的时候部分开发者是想将本作作为《侠盗猎车手III》的移植版，但它最后成为了一款独立的游戏。本作不像之前Game Boy Color版的《侠盗猎车手》和《侠盗猎车手2》那样，《侠盗猎车手Advance》并没有降低GTA系列的暴力程度。游戏获得了ESRB的“M”分级。游戏为开发者为Digital Eclipse。
PlayStation Portable平台的两款游戏《侠盗猎车手：自由城故事》和《侠盗猎车手：罪恶城故事》的开发商和发行商都是Rockstar Leeds，《自由城故事》发售于2005年，是《侠盗猎车手III》的前传，游戏设定于1998年的自由城。PlayStation 2上的移植版发售于2006年6月6日。《罪恶都市故事》发售于2006年，故事发生在1984年的罪恶都市, 即在《罪恶都市》故事发生的两年前。PlayStation 2上的移植版发售于2007年3月6日。
以下是3D世界中的侠盗猎车手系列游戏（按设定时间顺序）:
- 《侠盗猎车手：罪恶都市故事》设定在1984年的罪恶都市(Vice City), 发售于2006年
- 《侠盗猎车手：罪恶都市》设定在1986年的罪恶都市(Vice City), 发售于2002年
- 《侠盗猎车手：圣安地列斯》设定在1992年的圣安地列斯(San Andreas)，发售于2004年
- 《俠盜獵車手：自由城故事》设定在1998的自由城(Liberty City)，发售于2005年
- 《侠盗猎车手Advance》设定在2000年的自由城(Liberty City)，发售于2004年
- 《侠盗猎车手III》设定在2001年的自由城(Liberty City)，发售也于2001年

#### 侠盗猎车手III（2001）
《侠盗猎车手III》发售于2001年10月，被视为整个系列的突破。故事的发生的时间也大约在2001年。游戏背景设定在自由城, 大部分是基于纽约市, 但也结合了其他城市的一些元素。《侠盗猎车手III》第一次给玩家带来了第三人称视角，而不是像前几作那样的俯视视角（尽管这一视角依旧能在设置中调出）。这是游戏史上第一次克服大型开放世界游戏的缺点，通过即时的GPS系统和对玩家和目标高光处理的小地图。游戏画面也通过了新的3D游戏引擎获得了提升。游戏通过关卡的完成逐步增大玩家可探索的地图面积。游戏并没有多人模式（之后可以通过第三方联机模组进行多人模式），但是《侠盗猎车手III》在其他的方面，比如说配音和剧情获得了很大的提升（在之前的游戏中，只有关卡间少有的片段有配音，其他时候只有下方的字幕）。《侠盗猎车手III》第一次给游戏系列带来了飞行载具，尽管只有一种固定翼飞机，而且非常难操控。
在2011年10月13日, Rockstar宣布了《侠盗猎车手III》在iPad、iPhone、Android手机和平板、以及其他手持设备上发售，来纪念《侠盗猎车手III》发售十周年

#### 侠盗猎车手：罪恶都市（2002）
《侠盗猎车手：罪恶都市》是一款由Rockstar North（前身为DMA Design）开发，并由Rockstar Games发行的一款开放世界动作冒险游戏，最初于2002年10月于PlayStation 2发售，2003年在微软的Xbox和Windows上发售。2008年1月4日在Steam平台上架。2011年8月25日在Mac App Store上架。一个GameCube的版本在计划之中，但尚未发售。
在2012年11月21日, Rockstar宣布了《罪恶都市》在iPad、iPhone、Android手机和平板、以及其他手持设备上发售，来纪念《罪恶都市》发售十周年。

#### 侠盗猎车手：圣安地列斯（2004）
《侠盗猎车手：圣安地列斯》是一款由Rockstar North开发，并由Rockstar Games发行的一款开放世界动作冒险游戏，最初于2004年10月发售于PlayStation 2，2005年在Xbox以及Windows上发售, 2008年12月在Xbox 360的Xbox Originals上发售，
之后在2012年12月在PlayStation 3的PlayStation Store上发售。《圣安地列斯》在所有平台都受到了称赞并且都有很高的销量，它成为了PlayStation 2上最畅销的游戏。
它于2008年1月4日在Steam平台上发售，2011年9月25日在Mac App Store上架。

### HD世界
HD世界很大程度上提高了游戏体验，并且重新设计了之前的城市，如自由城和洛聖都，这个世界并不包含之前世界的任何人物。
以下是HD世界中的侠盗猎车手系列游戏（按设定时间顺序）:
- 《侠盗猎车手IV》设定在2008年的自由城 (Liberty City)，发售也于2008年
- 《侠盗猎车手：失落与诅咒》设定在2008年的自由城 (Liberty City)，发售于2009年
- 《侠盗猎车手：夜生活之曲》设定在2008年的自由城 (Liberty City)，发售于2009年
- 《侠盗猎车手：血战唐人街》设定在2009年的自由城 (Liberty City)，发售也于2009年
- 《侠盗猎车手V》设定在2013年（追加内容设定在2014年）的圣安地列斯州 (San Andreas)，发售于2013年
- 《侠盗猎车手VI》设定在雷奥奈达州 (Leonida)，计划发售于2026年[15]

#### 侠盗猎车手IV（2008）
《侠盗猎车手IV》在6个月的跳票之后于2008年4月29日发售。这是侠盗猎车手系列史上第一次在索尼和微软的主机上同步发售。在2008年8月, Rockstar宣布了《侠盗猎车手IV》登录PC平台。《侠盗猎车手IV》的引擎使用了RAGE引擎，曾被用于乒乓球游戏，并且使用了Euphoria物理引擎。
《侠盗猎车手IV》相较于它的前作更加的现实，没有任何前作人物在《侠盗猎车手IV》中出现，Dan Houser表示“实质上之所以没有任何前作人物出现，是因为其中的很多人都死了。游戏也重新设计了自由城，相较前作更加接近真实的纽约市。
微软花费了5000万美元获得了资料片的独占权。合约过期后DLC和资料片于2010年4月13日在PlayStation 3和PC平台解禁。首部资料片《失落与诅咒》资料片讲述了飞车党“The Lost”首领Johnny Klebitz的故事。《夜生活之曲》是《侠盗猎车手IV》第二个也是最后一个资料篇，于2009年10月29日发售。《自由城之章》是Xbox 360上的资料片合集包，不久后在PlayStation 3上与《夜生活之曲》同时发售。《自由城之章》包含《失落与诅咒》和《夜生活之曲》在一张碟上，但不提供《侠盗猎车手IV》游戏本体内容。
《侠盗猎车手IV》给这个系列带来了多人联机模式。在多数情况下，玩家使用自定义形象的角色，游戏中，玩家所赚的金钱决定了玩家的级别，更高的级别有更好的装扮。在PlayStation 3和Xbox 360上游戏并没有提供分屏模式和局域网模式，但是在PC上有局域网模式。至多16个（PC上为32个）可同时在线，完成一系列任务。
《侠盗猎车手：血战唐人街》是侠盗猎车手系列在DS平台上发售的第一作, 在2008年7月15日E3展会上被任天堂正式公布。游戏带来了许多新特性，如触屏小游戏等。游戏于2009年3月17日在北美发售，2009年3月20日在欧洲和澳大利亚发售。游戏被欧洲分级机构PEGI分级为“18+”，被英国分级机构BBFC及北美ESRB分级为“M”。2009年6月22日索尼公布PlayStation Portable版。并且在于2009年10月20日在北美发售。游戏也于2010年1月28日在苹果iOS平台上发售。

#### 侠盗猎车手V（2013）
《侠盗猎车手V》是一款由Rockstar North开发，并由Rockstar Games发行的开放世界动作冒险游戏，同時也是系列作中最龐大也最具野心的作品，也投入了最多的開發預算。2011年10月25日，Rockstar Games在Twitter上公布了《侠盗猎车手V》。2013年9月17日在PlayStation 3和Xbox 360上发售，并预计在一年後的2014年第四季度发布Windows（Rockstar後延發佈日期至2015年4月）、PlayStation 4和Xbox One升級版本。游戏背景设定在虚构的美国圣安地列斯（San Andreas），玩家可随意地在乡间和虚构的城市洛圣都（Los Santos）中漫游。本作单人模式中有三位主角，玩家可在三人之间自由切换操控，而故事剧情则以三人策划并执行六次大型抢劫行动为主展开。游戏中也包含了线上多人模式《侠盗猎车手Online》，于2013年10月1日开放，最多可容纳30位玩家在游戏世界中互相竞争或合作。由于本作是第七世代游戏机末期推出的大型作品之一，因此在上市前便获得了广大的期待。發售也順利打破世界紀錄。

#### 侠盗猎车手VI（2026）
《侠盗猎车手VI》是一款由Rockstar Games发行的开放世界动作冒险游戏，也是继《俠盜獵車手V》后睽違十二年的系列正作。2023年12月5日，Rockstar Games釋出了《俠盜獵車手VI》的首部預告片，遊戲將於2026年5月26日登陸PlayStation 5及Xbox Series X/S平台。

## 發售時間表
| 年份 | 标题                        | 开发商             | 平台                                               | 平台            | 平台             | 平台                     |
| ---- | --------------------------- | ------------------ | -------------------------------------------------- | --------------- | ---------------- | ------------------------ |
| 年份 | 标题                        | 开发商             | 主机                                               | 电脑            | 掌机             | 移动设备                 |
| 1997 | 侠盗猎车手1                 | DMA Design         | PS1                                                | Windows、MS-DOS | Game Boy Color   |                          |
| 1999 | 侠盗猎车手：倫敦1969        | DMA Design         | PS1                                                | Windows、MS-DOS |                  |                          |
| 1999 | 俠盜獵車手：倫敦1961        | DMA Design         |                                                    | Windows         |                  |                          |
| 1999 | 侠盗猎车手2                 | DMA Design         | PS1、Dreamcast                                     | Windows         | Game Boy Color   |                          |
| 2001 | 侠盗猎车手III               | DMA Design         | PS2、Xbox                                          | Windows、OS X   |                  | iOS、Android、Kindle     |
| 2002 | 俠盜獵車手：罪惡都市        | Rockstar North     | PS2、Xbox                                          | Windows、OS X   |                  | iOS、Android、Kindle     |
| 2004 | 俠盜獵車手：聖安地列斯      | Rockstar North     | PS2、Xbox、 Xbox 360、PS3、 Xbox One、PS4          | Windows、OS X   |                  | iOS、Android、WP、Kindle |
| 2004 | 俠盜獵車手Advance           | Digital Eclipse    |                                                    |                 | Game Boy Advance |                          |
| 2005 | 俠盜獵車手：自由城故事      | Rockstar Leeds     | PS2、PS3                                           |                 | PSP              | iOS、Android             |
| 2006 | 侠盗猎车手：罪恶都市传奇    | Rockstar Leeds     | PS2、PS3                                           |                 | PSP              |                          |
| 2008 | 俠盜獵車手IV                | Rockstar North     | Xbox 360、PS3、Xbox One                            | Windows         |                  |                          |
| 2009 | 俠盜獵車手：失落與詛咒      | Rockstar North     | Xbox 360、PS3、Xbox One                            | Windows         |                  |                          |
| 2009 | 俠盜獵車手：血戰唐人街      | Rockstar Leeds     |                                                    |                 | NDS、PSP         | iOS、Android             |
| 2009 | 俠盜獵車手：夜生活之曲      | Rockstar North     | PS3、Xbox 360、Xbox One                            | Windows         |                  |                          |
| 2013 | 俠盜獵車手V                 | Rockstar North     | Xbox 360、PS3、Xbox One、PS4、PS5、Xbox Series X/S | Windows         | Steam Deck       |                          |
| 2013 | 俠盜獵車手線上模式          | Rockstar North     | Xbox 360、PS3、Xbox One、PS4、PS5、Xbox Series X/S | Windows         | Steam Deck       |                          |
| 2021 | 侠盗猎车手：三部曲 – 最终版 | Grove Street Games | Xbox One、PS4、PS5、Xbox Series X/S                | Windows         | 任天堂Switch     | iOS、Android             |
| 2026 | 俠盜獵車手VI                | 待公布             | PS5、Xbox Series X/S                               |                 |                  |                          |

注：新一代遊戲的開篇作以绿色為背景，独立作品以金色為背景，掌上平台以粉红色為背景，DLC扩展包以浅蓝色為背景，重制作品以蓝色为背景。

## 作品销量
| 年代                     | 游戏                   | 销量       | 平台                                                                   |
| ------------------------ | ---------------------- | ---------- | ---------------------------------------------------------------------- |
| 1997                     | 侠盗猎车手             | 多于350萬  | MS-DOS、Windows PS1 GBC                                                |
| 1999                     | 侠盗猎车手：伦敦1969   | (無統計)   | MS-DOS、Windows PS1                                                    |
| 1999                     | 侠盗猎车手：伦敦1961   | (無統計)   | Windows                                                                |
| 1999                     | 侠盗猎车手2            | 多于300萬  | Windows DC、PS1 GBC                                                    |
| 2001                     | 侠盗猎车手III          | 1750万左右 | Windows、OS X PS2、Xbox iOS、Android、WP、Kindle                       |
| 2002                     | 侠盗猎车手：罪恶都市   | 多于2000万 | Windows、OS X PS2、Xbox iOS、Android、WP、Kindle                       |
| 2004                     | 侠盗猎车手：圣安地列斯 | 2750万左右 | Windows、OS X PS2、Xbox X360 (Xone)、PS3、PS4 iOS、Android、WP、Kindle |
| 2004                     | 侠盗猎车手Advance      | 多于15万   | GBA                                                                    |
| 2005                     | 侠盗猎车手：自由城故事 | 800万左右  | PSP PS2、PS3 iOS、Android                                              |
| 2006                     | 侠盗猎车手：罪恶城故事 | 450万左右  | PSP PS2、PS3                                                           |
| 2008                     | 侠盗猎车手IV           | 多于2500万 | Windows X360 (Xone)、PS3                                               |
| 2009                     | 侠盗猎车手：失落与诅咒 | 多于100万  | Windows X360 (Xone)、PS3                                               |
| 2009                     | 侠盗猎车手：夜生活之曲 | 多于100万  | Windows X360 (Xone)、PS3                                               |
| 2009                     | 侠盗猎车手：血战唐人街 | 多于20万   | NDS、PSP iOS、Android                                                  |
| 2009                     | 侠盗猎车手：自由城之章 | 多于16万   | Windows X360 (Xone)、PS3                                               |
| 2013                     | 侠盗猎车手V            | 多于2亿    | Windows X360、PS3、Xone、PS4、PS5、XSX                                 |
| 2013                     | 俠盜獵車手線上模式     | 多于2亿    | Windows X360、PS3、Xone、PS4、PS5、XSX                                 |
| 系列总销量:多于4亿4000万 |                        |            |                                                                        |

## 備註
1. ↑  为《侠盗猎车手：三部曲》第一作
2. ↑  为《侠盗猎车手：三部曲》第二作
3. ↑  为《侠盗猎车手：三部曲》第三作
4. ↑  停止服务[25]
5. ↑  以合集形式发行，包含《侠盗猎车手III》、《侠盗猎车手：罪恶都市》和《侠盗猎车手：圣安地列斯》的重制版

## 外部連結
- 俠盜獵車手官方網站 （页面存档备份，存于）
- Grand Theft Wiki （页面存档备份，存于）
- Grand Theft Wiki（页面存档备份，存于）